# Himotica thyrsitis
Himotica thyrsitis är en fjärilsart som beskrevs av Edward Meyrick 1912. Himotica thyrsitis ingår i släktet Himotica och familjen plattmalar. Inga underarter finns listade i Catalogue of Life.